# Digital Media City (métro de Séoul)
Digital Media City (hangeul : 디지털미디어시티역 ; hanja : ?), dite aussi station DMC, est une station de correspondance entre la ligne 6, la ligne Gyeongui-Jungang et la ligne AREX du métro de Séoul. Elle est située, au 261-1, Susaek-ro, sur le territoire de l'arrondissement Eunpyeong-gu à Séoul en Corée du Sud. 
La gare d'origine est ouverte en 1906, elle devient une station de métro en 2009. La station est desservie par les circulations des rames omnibus et express sur la ligne Gyeongui-Jungang.

## Situation sur le réseau

Plan du réseau du métro de Séoul (2023)

La station Digital Media City est une station de correspondance entre la ligne 6, la ligne Gyeongui-Jungang etla ligne AREX du métro de Séoul: 
sur la ligne 6, elle est située entre la station Jeungsan, en direction du terminus nord Eungam, et la station Stade de la Coupe du monde, en direction des terminus nord-est Sinnae, ;
sur la ligne Gyeongui-Jungang elle est située entre la station Susaek, en direction du terminus nord Munsan, et la station Gajwa, en direction des terminus est Jipyeong ou Gare de Séoul, ;
sur la ligne AREX elle est située entre la station Université de Hongik, en direction du terminus est Gare de Séoul, et la station Magongnaru, en direction du terminus ouest Aéroport international d'Incheon Terminal 2,.

## Histoire
La station, alors dénommée Susaek, est mise en service le 15 décembre 2000, sur la ligne 6 du métro de Séoul. Elle est renommée Digital Media City, dite aussi station DMC, le 1er juillet 2009, lors de l'ouverture de la station de correspondance de la ligne Gyeongui, lors de son intégration dans le réseau du métro de Séoul,,.